# Karl Schroeder
Karl Schroeder, född 11 september 1838 i Neustrelitz, död 7 februari 1887 i Berlin, var en tysk läkare.
Schroeder blev medicine doktor 1864, privatdocent i Bonn 1866, e.o. professor i Erlangen 1868 samt ordinarie professor i obstetrik och gynekologi i Berlin 1876. Han var framstående både som lärare, läkare och forskare, och ansågs vara Tysklands främste man på sitt område. Han ägnade särskilt intresse åt antiseptiken och de stora gynekologiska operationerna.
Genom hans skrifter Lehrbuch der Geburtshülfe (1870; tionde upplagan 1899) och Krankheiten der weiblichen Geschlechtsorgane (1875; sextonde upplagan utgiven 1920 av M. Hofmeier under titeln Handbuch der Frauenkrankheiten) fick han ett mycket stort inflytande inom vida kretsar.